# 鄞县
鄞县（吴语宁波话：Nin-yu）是中國浙江省宁波市历史上的一个县，今舟山市曾含于县境内。

## 历史沿革
鄞县是中国大陆少数由秦时设置并沿袭至近代的县，县名相传来源于县治所在的赤堇山。《国语》中有“句践之地，东至于鄞”的说法。汉朝时属會稽郡，王莽时曾改名谨县。汉至南朝为大县，县治位于今奉化区西坞街道白杜村一带。
隋朝时，鄞县、鄮县、余姚县并入句章县。唐朝时为上县，武德四年（621年）析故句章县置鄞州，治所位于县东南，辖区覆盖鄞县大部。武德八年（625年）废鄞州復鄮县，属越州。五代时，为吴越国辖地。后梁开平二年（908年），吴越国因避梁朱茂琳讳，改鄮县为鄞县。属明州。北宋熙宁六年（1073年），析置昌国县。南宋时，明州改为庆元府，仍隶之。宋时，鄞县为望县，元时为上县，属庆元路。明初属明州府，后明州府改名为宁波府。
唐朝以前，鄮县县治位于今鄞州区五乡镇宝同村一带，武德八年（625年）復鄮县时改治小溪（今海曙区鄞江镇），中唐以后方才迁移到三江口。自隋至清末，鄞县（句章县、鄮县）均为为附郭县。
中华人民共和国成立之前，宁波市区一直为鄞县县治所在。1949年的辖境包括现海曙区全部区域、鄞州区全部区域和江北区姚江西段以南、姚江湾头段以南、白沙街道以西区域。中华人民共和国成立后，宁波市区从鄞县分立。2002年2月1日，经国务院批准“撤县设区”，设立为宁波市鄞州区。2016年，鄞州区、江东区、海曙区以奉化江为界进行重组，江东区和鄞州区东部成立新的鄞州区，海曙区和鄞州区西部成立新的海曙区，原鄞县区域为鄞州、海曙两区分治。